# Manöverball
Manöverball ist ein deutscher Militärschwank von 1956, bei dem Karl Georg Külb Regie führte. Günther Lüders ist in einer Doppelrolle als Grenadier zu sehen, der einem Major zum Verwechseln ähnlich sieht, was zu zahlreichen Verwicklungen führt. Weitere Hauptrollen sind mit Ruth Stephan und Beppo Brem sowie mit Chariklia Baxevanos und Michael Cramer besetzt. 

## Handlung
In Roderichsburg gehen die dort regelmäßig stattfindenden Militärmanöver ihrem Ende zu. Wiederum liegt die Organisation des alljährlich veranstalteten Manöverballs in den Händen der Gutsfrau Käthe von Evenstroh. Das bringt mit sich, dass jeder auf dem Gut in die Vorbereitungen eingebunden ist und gut zu tun hat, allen voran die resolute Wirtschafterin Emma. Aber auch Evi, die Nichte von Frau von Evenstroh, muss ihren Beitrag leisten. Als es um die Einquartierung geht, nimmt Käthe von Evenstroh überrascht und mit ein wenig Herzklopfen zur Kenntnis, dass Egon von Worringen, eine Jugendliebe, die die Gutsfrau nie ganz vergessen hat, beim abschließend stattfindenden Manöver das Kommando über die auf Evenstroh befindliche Truppe übernehmen wird. 
Auch Evi von Evenstroh hat so ihre Probleme in Herzensdingen, die sie bisher nur der warmherzigen Emma anvertraut hat. Die junge Dame ist unter dem Namen Julia eine Brieffreundschaft mit einem sich Romeo nennenden jungen Mann eingegangen, weiß bisher jedoch nicht, wie er aussieht. Da gibt es aber noch den Freiwilligen Hüftlein, der Evi schon gut gefällt. Was in ihren Augen aber gegen ihn spricht, ist, dass ihre Tante in ihm Evis zukünftigen Ehemann sieht. Was Evi allerdings nicht weiß, ist, dass Hüftlein sein Herz bereits an eine junge Dame verloren hat, die sich Julia nennt und mit der er brieflich verkehrt. 
Und dann gibt es da noch Emma, die die Einquartierten zu verköstigen hat und immer Herzklopfen bekommt, wenn sie mit dem Grenadier Buttermilch zu tun hat. Zwischen ihm und der Wirtschafterin Emma entwickelt sich etwas, was der mit Mutterwitz und gesundem Menschenverstand ausgestattete Buttermilch für eine ernste Sache hält. Allerdings hat der Unteroffizier Hinterhuber ebenfalls großes Interesse an Emma und schikaniert Buttermilch während des Dienstes, wo immer er kann. Da Buttermilch und Hüftlein sich über Hinterhuber einig sind, denken sie sich zusammen Racheaktionen aus, die wiederum Hinterhubers Zorn zusätzlich steigern und ihn zu weiteren peinigenden Maßnahmen gegenüber Buttermilch greifen lassen. 
Zu zahlreichen Verwechslungen und Verwicklungen kommt es, als Major von Worringen eintrifft, der Buttermilch gleicht wie ein Ei dem anderen. Immer wieder wird der eine für den anderen gehalten und muss einstecken, was eigentlich dem anderen zugedacht war. Aber auch Hüftlein unterliegt einem Irrtum und hält die Magd für Julia, so wie Evi den Adjutanten Brothusen für Romeo hält. Am Ende entwirren sich alle Fäden. Buttermilch entspringt einem Fehltritt des Vaters von Major Egon von Worringen, was die frappierende Ähnlichkeit erklärt. Selbstverständlich bekommt Käthe von Evenstroh ihren Egon, Evi ihren Hüftlein, der ja auch ihr Romeo ist, und Emma ihren Buttermilch, im zivilen Leben Friseur, plus Friseursalon. Nur Hinterhuber geht leer aus, da er nichts fürs Herz bekommt, aber immerhin eine Beförderung zum Feldwebel.

## Produktion, Veröffentlichung
Produktionsfirma war die Carlton Film GmbH (München). Die Aufnahmeleitung lag bei Hans Terofal, die Bauten entwarf Wolf Englert. Der Verleih des Films erfolgte durch Columbia.
Der Film wurde am 19. November 1956 einer ersten und am 18. Dezember 1956 unter der Nummer 13339 einer 2. FSK-Prüfung unterzogen und ab 16 Jahren freigegeben mit dem Vermerk „feiertagsfrei“. Uraufgeführt wurde er am 30. November 1956 im „Palast“ in Hannover.

## Kritik
Das Lexikon des internationalen Films befand: „Militärschwank auf äußerst bescheidenem Niveau.“
Sky hingegen sprach von einem „heitere[n] Militärschwank mit Günther Lüders […] in einer tollen Doppelrolle“.